# Parfymen – berättelsen om en mördare
Parfymen – berättelsen om en mördare (Das Parfum – Die Geschichte eines Mörders) är Patrick Süskinds debutroman från 1985. Den blev en internationell bästsäljare, översattes till 46 språk och såldes i 15 miljoner exemplar (2006). Boken översattes till svenska av Ulrika Wallenström 1986. Boken filmatiserades 2006 av Tom Tykwer med Ben Whishaw i rollen som Grenouille. Rammsteins låt "Du riechst so gut" har inspirerats av boken, vilket även Nirvanas låt "Scentless Apprentice" gjorde.

## Handling
Romanen utspelar sig i 1700-talets Frankrike. Boken handlar om parfymören Jean-Baptiste Grenouille. Han är en isolerad människa på grund av den känsla av obehag han väcker eftersom han saknar kroppslukt, men han själv utvecklar ett särdeles luktsinne och blir besatt av dofter. För att skapa parfymer mördar han unga flickor för att extrahera deras kroppsdofter. Intrigen bygger på François Rabelais Gargantua och Pantagruel och handlar ytterst om mänsklig moral och identitet.[källa behövs]